# Juin 1968

## Évènements
- Création d'un office des Affaires culturelles au Japon[1].
- Guerre d'usure dans le Sinaï. Les échanges de tirs d'artillerie deviennent fréquents en été. Les populations des villages égyptiens proches du canal de Suez sont évacuées. L'armée israélienne multiplie les raids aéroportés, principalement sur les infrastructures économiques égyptiennes et consolide sa ligne de position devant le canal (ligne Bar Lev).
- En Chine, découverte du site de Mancheng (Hebei) avec, entre autres, deux linceuls de jade cousus d'or destinés aux dépouilles du prince de la dynastie Han Liu Sheng (mort en 113 av. J.-C.) et de son épouse Dou Wan[2].
- 1er juin, France : remaniement du gouvernement Georges Pompidou.
- 4 juin, France : début de la reprise de l’activité dans certains secteurs comme l’EDF-GDF, les transports et les PTT.
- 5 juin : assassinat de Robert Kennedy à l'hôtel Ambassador de Los Angeles par un Palestinien, Sirhan Sirhan, le soir de sa victoire aux primaires de Californie; il meurt le lendemain à l'hôpital.
- 5 - 7 juin, France : début de la reprise du travail dans la fonction publique.
- 7 juin, France : violent affrontements à Flins entre les grévistes et la Régie Renault, épaulés par les étudiants et les forces de l’ordre.
- 8 juin : Lyndon Johnson décide le retrait de 25 000 hommes du Viêt Nam.
- 9 juin (Formule 1) : Grand Prix automobile de Belgique.
- 11 juin : deux ouvriers sont tués lors de violents affrontements avec les CRS à l'usine Peugeot de Sochaux[3].
- 12 juin :
  - France : le gouvernement dissout plusieurs organisations d’extrême gauche et interdit les manifestations sur tout le territoire.
  - Les Nations unies rebaptisent Namibie le Sud-Ouest africain.
- 14 - 16 juin, France : évacuation de la Sorbonne, et de l'Odéon. Les cours reprennent dans les lycées.
- 17 juin : gouvernement de Gaston Eyskens en Belgique (fin en 1972).
- 20 juin :
  - une Constitution permanente est promulguée en Thaïlande.
  - Début des grandes manœuvres des troupes du pacte de Varsovie, en partie sur le territoire tchécoslovaque.
- 23 juin : l'Écossais Jackie Stewart (Matra-Ford Cosworth) remporte sur le circuit de Zandvoort la 3e victoire de sa carrière en Formule 1 en s'imposant lors du GP des Pays-Bas devant le Français Jean-Pierre Beltoise (Matra, 2e) et le Mexicain Pedro Rodriguez (BRM, 3e).
- 23 - 30 juin, France : élections législatives. Large victoire des gaullistes UDR et de leurs alliés (Union des démocrates pour la République) qui remportent la majorité absolue des sièges. L’opposition subit un échec retentissant.
- 24 juin :
  - Canada : lundi de la matraque : 290 personnes sont arrêtées pendant le défilé de la Saint-Jean-Baptiste, à Montréal.
  - Loi sur l'état d'urgence en Allemagne fédérale.
  - La Insulo de la Rozoj, au large de l'Italie, déclare son indépendance.
- 25 juin, Canada : élection fédérale. Les libéraux menés par Pierre Elliott Trudeau remportent les élections.
- 27 juin :
  - France : suppression de l’épreuve écrite du baccalauréat.
  - Publication du « manifeste des deux mille mots », signés par 70 personnalités, appelant à une accélération de la démocratisation en Tchécoslovaquie.

## Naissances
- 2 juin : Julie Wolkenstein, écrivain.
- 3 juin : Baourjan Abdichev, homme politique kazakh
- 4 juin : Fares Kilzie, entrepreneur russe.
- 10 juin : Boris Rehlinger, acteur de doublage français, il double notamment Jason Statham.
- 11 juin :
  - Bryan Perro, auteur, comédien et conteur Canadien.
  - Louis Laforge, journaliste français.
  - Alois de Liechtenstein, régent de la principauté de Liechtenstein depuis 2004.
- 13 juin : Fabio Baldato, coureur cycliste italien, professionnel de 1991 à 2008.
- 14 juin : Ukhnaagiin Khürelsükh, homme politique mongol.
- 15 juin : Samba Touré, chanteur malien.
- 16 juin : Olivier Truchot, journaliste français.
- 18 juin : Véronique Bidoul, femme politique belge de langue française.
- 24 juin : Alaa Abdelnaby, basketteur américano-égyptien.
- 25 juin : Pierre-François Martin-Laval, acteur, réalisateur et metteur en scène français.
- 26 juin :
  - Paolo Maldini, footballeur international italien.
  - Jovenel Moïse, 58e Président de la République d'Haïti de 2017 à 2021 († 7 juillet 2021).
- 27 juin : Pascale Bussières, actrice québécoise.
- 29 juin :
  - Isabelle Bauduin, footballeuse française.
  - Theoren Fleury, joueur de hockey sur glace canadien.
- 30 juin :
  - Phil Anselmo, musicien américain.
  - « El Cordobés » (Manuel Díaz González), matador espagnol.

## Décès
- 1er juin : André Laurendeau, homme politique canadien.
- 2 juin : André Mathieu, Pianiste et compositeur canadien (° 18 février 1929).
- 6 juin : Robert Kennedy, homme politique américain (° 20 novembre 1925).
- 10 juin : Berthe Kolochine-Erber, biologiste française (° 28 décembre 1890).
- 14 juin : John Babbitt McNair, premier ministre du Nouveau-Brunswick.
- 15 juin : Wes Montgomery, guitariste de jazz américain (° 6 mars 1925).
- 17 juin : Cassandre (pseudonyme d'Adolphe Jean Marie Mouron), graphiste français (° 24 janvier 1901).